# HD 157486
HD 157486，又名CD-3411674，SAO 208786、HR 6470，是一颗恒星，视星等为6.16，位于銀經352.79，銀緯0.56，其B1900.0坐标为赤經17h 18m 24.2s，赤緯-34° 0.56′ 11″。